# Harald Dutz
Harald Dutz (* 14. Januar 1914 in Berlin; † 20. Mai 2010 ebenda) war ein deutscher Nephrologe.

## Leben
Harald Dutz studierte an der Friedrich-Wilhelms-Universität Berlin Medizin und wurde 1938 mit der Arbeit Klinik und Diagnose der Cystennieren zum Dr. med. promoviert. Mit Beginn des Zweiten Weltkriegs wurde er zum Kriegssanitätsdienst eingezogen, den er bis 1945 leistete.
Nach Kriegsende arbeitete er an verschiedenen Kliniken in Ostdeutschland, ab 1950 als Oberarzt im Regierungskrankenhaus in Ost-Berlin. 1952 habilitierte er sich mit einer Arbeit über Nierenfunktionsdiagnostik.
1955 wurde er zum Professor mit Lehrauftrag für Innere Medizin an die Humboldt-Universität zu Berlin berufen. Zwischen 1954 und 1958 nahm er die Amtsgeschäfte als Ärztlicher Direktor der Charité wahr. Von 1958 bis 1961 war er Professor mit Lehrstuhl für Innere Medizin an der Universität Rostock, wo er sich speziell dem Aufbau der Nephrologie als eigenständigem Wissenschaftszweig widmete. Anschließend ging er wieder nach Berlin, wo er bis zu seiner Emeritierung im Jahr 1979 das Direktorat der II. Medizinischen Universitätsklinik (Charité) übernahm. Sein Hauptarbeitsgebiet blieb die Nierenheilkunde. Zusammen mit Moritz Mebel und Horst Klinkmann baute er in der DDR ein Netz von Dialyseeinrichtungen sowie drei Nieren-Transplantationszentren auf.
1972 erhielt er im Kollektiv mit Moritz Mebel, Thomas Erdmann und Klaus Precht den Nationalpreis der DDR I. Klasse „für seinen Anteil bei der Bekämpfung des akuten und chronischen Nierenversagens in der DDR“. 1979 wurde er mit dem Vaterländischen Verdienstorden in Gold ausgezeichnet. Von 1969 bis zu ihrer Auflösung war er Ordentliches Mitglied der Akademie der Wissenschaften der DDR.

## Schriften (Auswahl)
- mit Moritz Mebel: Die chronische Niereninsuffizienz, Leipzig: Thieme, 1973
- mit K. Precht und H.-M. Guddat: Diagnose und Therapie der Pyelonephritis, Leipzig: Thieme, 1978
- als Hg.: Urologie und Nephrologie. Ein Leitfaden für Studenten, 4. überarb. u. erw. Aufl., Berlin: Verl. Volk und Gesundheit, 1988 ISBN 3-333-00116-0